# House of the Dead (filme)
House of the Dead (Brasil: House of the Dead: O Filme / Portugal: House of the Dead - A Casa da Morte) é uma adaptação fílmica de 2003, baseada no jogo de sucesso de mesmo nome produzido pela Sega. O filme foi dirigido por Uwe Boll e apresenta Jonathan Cherry e Ona Grauer nos papéis principais. Tem também Erica Durance em um papel menor, um de seus primeiros trabalhos antes de tornar-se conhecida por interpretar Lois Lane em Smallville. O lançamento ocorreu em 15 de fevereiro de 2003 no San Francisco Independent Film Festival.

## Sinopse
Um grupo de jovens estudantes visita a misteriosa Ilha da Morte que séculos atrás abrigou um padre banido da Espanha por inventar um soro que engana a morte. Para o horror dos estudantes, eles encontram o padre ainda vivo e descobrem que seu passatempo é "colher" partes do corpo humano para poder sobreviver.
Agora encurralados em uma misteriosa ilha dominada por zumbis sedentos de sangue, os estudantes se refugiam em uma antiga casa e procuram utilizar cada instrumento ou arma para se defenderem de criaturas semimortas assassinas que os rondam.

## Elenco
- Jonathan Cherry: Rudy
- Ona Grauer: Alicia
- Tyron Leitso: Simon
- Enuka Okuma: Karma
- Will Sanderson: Greg
- Jürgen Prochnow: Capitão Victor Kirk
- Clint Howard: Salish
- Ellie Cornell: Jordan Casper
- Michael Eklund: Hugh
- Kira Clavell: Liberty
- David Palffy: Castillo
- Sonya Salomaa: Cynthia
- Erica Durance: Johanna
- Steve Byers: Matt
- Birgit Stein: Lena
- Elisabeth Rosen: Skye
- Adam Harrington: Rogan
- Colin Lawrence: G
- Ben Derrick: McGivers
- Bif Naked: DJ
- Penny Phang: Tyranny
- Kris Pope: Raver
- Mashiah Vaughn-Hulbert: Flashing Woman
- Steven Kriozere: V.I.P. Zumbi
- Christoph Nuehlen: Zumbi
- Anthony Timpone: Zumbi

## Ficha Técnica
- Direção: Uwe Boll
- Cenário: Dave Parker e Mark A. Altman
- Produção: Uwe Boll, Wolfgang Herold, Shawn Williamson, Mark A. Altman, Dan Bates, Mark Gottwald e Daniel S. Kletzky
- Produção associada: Boll Kino Beteiligungs GmbH & Co. KG, Brightlight Pictures Inc., Herold Productions e Mindfire Entertainment
- Música: Reinhard Besser
- Fotografia: Mathias Neumann
- Montagem: David M. Richardson
- Figurino: Lorraine Carson
- Valor de produção: 12 milhões de dólares

## Trilha sonora
- Danger, por Codetrasher
- Zombie Island: Abu Dhabi, por Codetrasher
- Abu Dhabi, por Codetrasher
- This Is Real, por Rey Thomas
- Fury (House of the Dead), por Black Tiger
- Raveline, por Okio
- The Rotten Smell, por The Horror Boogies
- Salish, por Reinhard Besser

## Recepção
Muitos acharam o enredo ruim e afirmaram não ter nada do jogo de videogame em que é baseado, bem como as atuações, os efeitos e os zumbis. Outros acharam trash e elogiaram o filme.
O IGN Movies deu-lhe três de cinco estrelas, citando-o como "um filme B ousado que faz um trabalho incrivelmente decente com um orçamento limitado, elenco desconhecido, e enredo rotineiro".
O site brasileiro Boca do Inferno (sobre horror, ficção científica e fantasia) diz que "Todas as críticas a este filme são generosas demais: House of the Dead é dez vezes pior do que andam falando!".